# Teresa Gil de Vidaure
Teresa Gil de Vidaure (1230 - Valencia, 15 de julio de 1285) fue una noble navarra y una de las amantes y tercera esposa de Jaime I de Aragón.

## Orígenes familiares
De origen navarro, Teresa era hija de Juan Gil de Vidaure y de Toda Garcés de Azagra (1193-1306), hermana de Gil Garcés de Azagra y hija de García Ruiz de Azagra, hermano del I y del II señores de Albarracín, y de Teresa de Hinojosa o de Hinestrillas. Sus hermanos fueron Pedro Gil de Vidaure y Leonor Gil de Vidaure, esposa de Vela Ladrón de Guevara o Vélez de Guevara, IV señor de Oñate, con descendencia.

## Biografía
Narran que era mujer de una gran belleza, de la que quedó encandilado el monarca aragonés Jaime I a temprana edad. La insistencia y los cortejos del rey eran tales que Teresa Gil, de profundas convicciones religiosas y de gran carácter, le conminó a manifestar ante un testigo la promesa de matrimonio. La promesa se hizo, pero el rey no la cumplió, casándose al poco tiempo con Violante de Hungría en diciembre de 1235.
Ciertos documentos indican que a pesar de esa circunstancia, Teresa Gil siguió manteniendo algún tipo de relación con Jaime I mientras este estuvo casado con la reina Violante que fallecería en 1251.
Muerta la reina, Jaime y Teresa, viuda de Pedro Sánchez de Lodosa, rehacen la relación hasta convertirla en un auténtico matrimonio social, no consagrado por la iglesia. En 1255 Jaime I mediante documento público le otorga el castillo de Jérica. Dos años después le daría la villa de Alcublas. De su relación nacieron dos hijos, Jaime de Jérica, el primogénito, y Pedro de Ayerbe, el secundogénito.
Sin embargo, la agitada vida amorosa de Jaime I hizo que, hacia los primeros años de la década de 1260 abandonase a su mujer, con el pretexto de que esta había contraído la lepra. Teresa Gil reclamó ante la Santa Sede la defensa de su matrimonio, con la prueba de la promesa dada en su día por el rey. Pero su valor y testigo del juramento había fallecido, por lo que no pudo ser probado el hecho. El papa Clemente IV resolvió el caso indicando que aunque no había sido un verdadero matrimonio por no mediar el sacramento, ese se había legitimado y consumado por la unión carnal.
El 7 de junio de 1272, Teresa Gil de Vidaure y su hijo Jaime habían otorgado a Pérez de Ribavellosa, alcalde de Jérica, la Masía de Ullastre y el 15 de enero de 1277, la Masía de Uñoz (Villa de Altura).
Un nuevo amor, el de Berenguela Alfonso, hija del infante Alfonso de Castilla, había desplazado a la noble Teresa del corazón del rey. Teresa Gil se instaló en el monasterio de la Zaidia de Valencia, fundado por ella misma, lugar en el que llevó una vida de recogimiento hasta su muerte acaecida en 1285.

## Sepultura
Los restos mortales de Teresa, recibieron sepultura en el Real Monasterio de la Zaidia, de Valencia, que ella había fundado algunos años antes. El óbito de Teresa, sucedió el día 15 de julio de 1285, según testifica el investigador J.B. Viñals Cebriá, quien personalmente lo pudo comprobar el día de la comunión de su hijo el 9 de junio de 1963, por la existencia de una lápida mortuoria de mármol color negro que había hasta entonces en el desaparecido Real Monasterio de la Zaidía, en Marchalenes, Valencia.

La V.Sª. Rª Doña Teresa Gil de Vidaure, fundadora de este Real Monasterio para señoras nobles que quisieran ser Religiosas Cistercienses, cuyo monasterio consagró a María Santísima de Gracia, y en él jamás quiso ser Abadesa, pero admitió gustosa el empleo de Portera, en que murió a 15 de Julio de 1285

En el año 1655, a causa de un milagro supuestamente llevado a cabo por intercesión de Teresa, que descansaba sepultada en el altar mayor de la Iglesia del Monasterio, se exhumó su cadáver y se halló incorrupto. Y lo mismo ocurrió en 1782, cuando volvieron a examinarse los restos, hallándose de nuevo el cadáver incorrupto.
El 23 de marzo de 1810, durante la Guerra de la Independencia, el monasterio fue demolido para evitar que en él pudieran atrincherarse los franceses. Las religiosas recogieron sus restos y cuando regresaron al monasterio, volvieron a acomodarlos en la capilla del nuevo monasterio, junto a los de Jaime I de Jérica, hijo de Teresa y del monarca aragonés, junto con su esposa, Elfa Álvarez de Azagra, que se encontraba sepultado en un sepulcro cercano al de su madre, consistente en un lucillo de mármol, que se construyó a principios del siglo XX.
Una vez edificado el nuevo monasterio, el cuerpo incorrupto de Teresa fue colocado en una urna forrada de damasco carmesí y ornada con galones de oro. La tapa delantera, a través de un cristal, permitía contemplar sus restos y vestía el hábito de monja.  
En 1962 la comunidad de monjas se trasladó a un nuevo convento, situado en el municipio de Benaguacil. En una capilla lateral de la iglesia del nuevo templo, localizada a la derecha del presbiterio y, cubiertos por una lápida de mármol negro, se encuentran actualmente los restos de Teresa. En la placa de mármol negro que hace la función de epitafio, una inscripción recuerda que allí reposan los restos de la amante del rey Conquistador.

## Matrimonios y descendencia
Contrajo matrimonio en primeras nupcias con Pedro Sánchez de Lodosa, de quien tuvo un hijo: 
- Sancho Pérez de Lodosa, señor de Legaria, casado y con descendencia.

Viuda de su primer marido, comenzó su relación con el rey Jaime I de Aragón alrededor de 1238, de quien tuvo dos hijos:
- Jaime I de Jérica (c. 1238-c. 1288), I barón de Jérica, Begís, Liria, Andilla y Altura.
- Pedro I de Ayerbe (c. 1240-1318), I barón de Ayerbe, Grañén, Robres y Arnueso.[4]